# Uroš Korun
Uroš Korun, slovenski nogometaš, * 25. maj 1987, Celje.
Korun je profesionalni nogometaš, ki igra na položaju branilca. Od leta 2025 je član slovenskega kluba Tabor Sežana. Pred tem je igral za slovenske Celje, Zagorje, Rudar Velenje, Domžale, Olimpijo in Radomlje ter poljski Piast Gliwice. Skupno je v prvi slovenski ligi odigral 325 tekem in dosegel 22 golov. S Piastom je osvojil naslov poljskega državnega prvaka v sezoni 2018/19, z Olimpijo pa slovenski pokal leta 2020. Bil je tudi član slovenske reprezentance do 17, 20 in 21 let ter reprezentance B.